# Da me o da te
Da me o da te (Your Place or Mine) è un film del 2023 scritto e diretto da Aline Brosh McKenna, al suo esordio alla regia.

## Trama
Debbie e Peter, conosciutisi durante una notte passata insieme, sono due ventenni di Los Angeles, i cui obiettivi sono rispettivamente diventare una redattrice e un affermato scrittore.
Vent'anni dopo loro sono rimasti grandi amici, tuttavia, le cose sono molto cambiate: Debbie è divorziata e ha un figlio di 13 anni di nome Jack pieno di allergie e senza amici, mentre Peter ha un ottimo lavoro ed è un incallito donnaiolo.
Inoltre, lui si è trasferito a New York, in quanto è rimasto troppo amareggiato dopo la gravidanza di Debbie (essendone innamorato senza mai averlo rivelato), inventandosi la scusa di essersene andato per i terremoti.
Debbie deve recarsi a New York per svolgere un esame in modo da ottenere una promozione e, dopo che la babysitter di Jack risulta non disponibile, Peter, licenziato da poco, si offre di occuparsi di lui.
Perciò i due amici si trasferiscono ciascuno nella casa dell'altra.
Peter (consapevole delle difficoltà date dalla mancanza di un padre) inizia a costruire un rapporto con Jack, aiutandolo a superare le sue insicurezze e a farsi degli amici, frattanto Debbie trova un manoscritto dell'amico nel suo appartamento e decide di farlo pubblicare senza consultarlo. Ciò la fa avvicinare all'affascinante scrittore Theo, con il quale passa una notte a casa di Peter, sotto lo sguardo di quest'ultimo attraverso delle telecamere di sorveglianza. Durante la lontananza, i due iniziano a riflettere sul proprio rapporto, rendendosi conto di amarsi. Un giorno, durante una partita di hockey, Jack subisce un fallo e finisce in ospedale. Debbie, una volta scoperto ciò, tronca la relazione con Theo, decisa a tornare a Los Angeles, chiedendo a Peter di andarsene. I due si ritrovano all'aeroporto e, dopo un'iniziale litigata, si dichiarano l'uno all'altra.
Sei mesi dopo, si scopre che Peter è diventato un grande scrittore, Debbie una rinomata editor e loro due con Jack ora sono una famiglia.

## Produzione
Nel maggio 2020 è stato annunciato che Aline Brosh McKenne avrebbe fatto il suo esordio alla regia in un film scritto da lei e con Reese Witherspoon nel ruolo della protagonista. Nell'agosto dell'anno successivo Ashton Kutcher si è unito al cast.
Le riprese si sono svolte a Brooklyn nell'autunno 2021.

## Promozione
Il primo trailer è stato pubblicato il 12 gennaio 2023.

## Distribuzione
Il film è stato distribuito su Netflix il 10 febbraio 2023.